# Budling
Budling – miejscowość i gmina we Francji, w regionie Grand Est, w departamencie Mozela.
Według danych na rok 1999 gminę zamieszkiwało 157 osób, a gęstość zaludnienia wynosiła 27 osób/km² (wśród 2335 gmin Lotaryngii Budling plasuje się na 887. miejscu pod względem liczby ludności, natomiast pod względem powierzchni na miejscu 953.).